# Zwarte ekster
De zwarte ekster (Crypsirina temia) is een zangvogel uit de familie Corvidae (kraaien).

## Verspreiding en leefgebied
Deze soort komt voor van oostelijk Myanmar tot zuidelijk China, Vietnam en Malakka plus Java en Bali.

## Status
De grootte van de populatie is niet gekwantificeerd maar de soort wordt omschreven als vrij algemeen. Op de Rode lijst van de IUCN heeft deze soort de status niet bedreigd.